# Villa Spalletti Trivelli
Villa Spalletti è un edificio situato a San Donnino di Liguria, frazione del comune di Casalgrande, in provincia di Reggio Emilia.

## Storia

### La famiglia Spalletti Trivelli
La famiglia Spalletti appartenente all'aristocrazia italiana, anticamente originaria del Ticino, risultava già nota nel XVI secolo,
tra la fine del XVII e l'inizio del secolo successivo si insediò a Reggio Emilia, ove acquisì innumerevoli immobili e fondi agricoli, un palazzo nei pressi della chiesa del Cristo, e nel tempo una villa a Sant’Ilario d’Enza. Venceslao I Spalletti sposò nel 1784 Maria Luisa Trivelli e aggiunse al proprio il cognome della moglie, dando origine alla casata Spalletti Trivelli. La famiglia acquistò l’antico Borgo di Frosini (SI) e la Tenuta di Lucciano nel Montalbano (PT) in Toscana.
Una delle figure più rappresentative della casata fu Gabriella Rasponi, moglie del conte Venceslao II Spalletti Trivelli, nipote di Carolina Bonaparte. Ella, si impegnò a lungo per migliorare la condizione femminile. Fu nominata anche presidente del Consiglio Nazionale delle Donne Italiane.
Gian Battista, figlio di Venceslao, Senatore del Regno, visse stabilmente a Roma, risiedendo nella villa romana chiamata “Il Poggio”. Egli vantava una collezione di oggetti e libri riguardanti Napoleone, e creò nella sua residenza una grande Biblioteca Napoleonica. Gian Battista era un diretto discendente di Carolina Murat, sorella di Napoleone Bonaparte.

### Edificazione
Ci sono testimonianze dell'esistenza della villa già alla fine del XVI secolo. Il duca Francesco III d'Este dispose la vendita all'asta dell'importante tenuta di San Donnino,comprendente fra l'altro buona parte dell'antico borgo, divenne proprieta'di Domenico-Andrea Trivelli,Tesoriere Ducale e dal fratello Don Gian Battista. Alla fine del XVIII secolo questo ramo dei Trivelli si estinse nella famiglia Spalletti,conservando,fino ai nostri giorni,questo significativo complesso, di grande rilevanza storico artistica.
Agli inizi dell'Ottocento, il conte Venceslao Spalletti fece ristrutturare il palazzo seicentesco ed un ulteriore intervento fu realizzato dal figlio Gian Battista ad opera dell'architetto milanese Luigi Clerichetti che prese ispirazione dal classicismo francese', assumendo così l'aspetto attuale. 
Il vastissimo parco, così come appare oggi fu progettato all'inglese dal paesaggista e botanico Achille Villoresi, allora curatore dei Giardini reali di Monza ultimo rappresentante della famosa dinastia. Il progetto del Villoresi fu realizzato tenendo conto dell'esistenza di un parco preesistente di circa 8 ettari creato nella prima metà del secolo XIX con la supervisione di Carl Huller 'Capo Giardiniere del Duca di Modena'.
Nel 1887 Villa Spalletti fu sede delle "grandi manovre dell’esercito italiano". In quell’occasione furono ospitati il Re Umberto I di Savoia e la Regina Margherita.
Villa Spalletti ospita, principalmente nella 'Corte' eventi e cerimonie. Le sale interne possono ospitare fino a 600 persone.

## Descrizione
La villa è caratterizzata da un corpo centrale, fiancheggiato da due torri angolari a pianta ottagonale, leggermente avanzate. La facciata tripartita, di colore giallo-verde, presenta nella parte centrale delle lesene di ordine gigante che idealmente sorreggono un frontone a volute e grande orologio centrale. Al centro del tetto è presente una torretta belvedere, circondata da balconata con ringhiera.

### Parco
La villa è circondata da 33 ettari di parco oltre ad un lungo viale alberato, di circa due chilometri, detto "Provana" che attraversa la tenuta da nord a sud.
La Corte comprende boschetti, capanne, laghetti, vivai, una scuderia che alloggiava fino a 200 cavalli e un oratorio dedicato a Maria Mater Pietatis. Il parco ospita un esemplare di zelkova carpinifolia e alcuni cipressi calvi attorno all’isoletta del lago e alcuni rari alberi del caffè nei pressi delle serre antiche